# Конституционный референдум во Французской Полинезии (1958)
Конституционный референдум во Французской Полинезии проходил 28 сентября 1958 года в рамках французского конституционного референдума, проводившегося по всему Французскому союзу. По новой Французской конституции Французская Полинезия становилась частью нового Французского сообщества в случае её одобрения либо независимым государством в случае отклонения. Новая Конституция была одобрена 64,4% голосов избирателей при явке 82%.

## Результаты
| Выбор                               | Голоса | %     |
| ----------------------------------- | ------ | ----- |
| За                                  | 16 196 | 64,40 |
| Против                              | 8 952  | 35,60 |
| Недействительных/пустых бюллетеней  | 99     | –     |
| Всего                               | 25 247 | 100   |
| Зарегистрированных избирателей/Явка | 30 950 | 81,57 |
| Источник: Direct Democracy          |        |       |